# サンクチュアリー・オブ・トゥルース

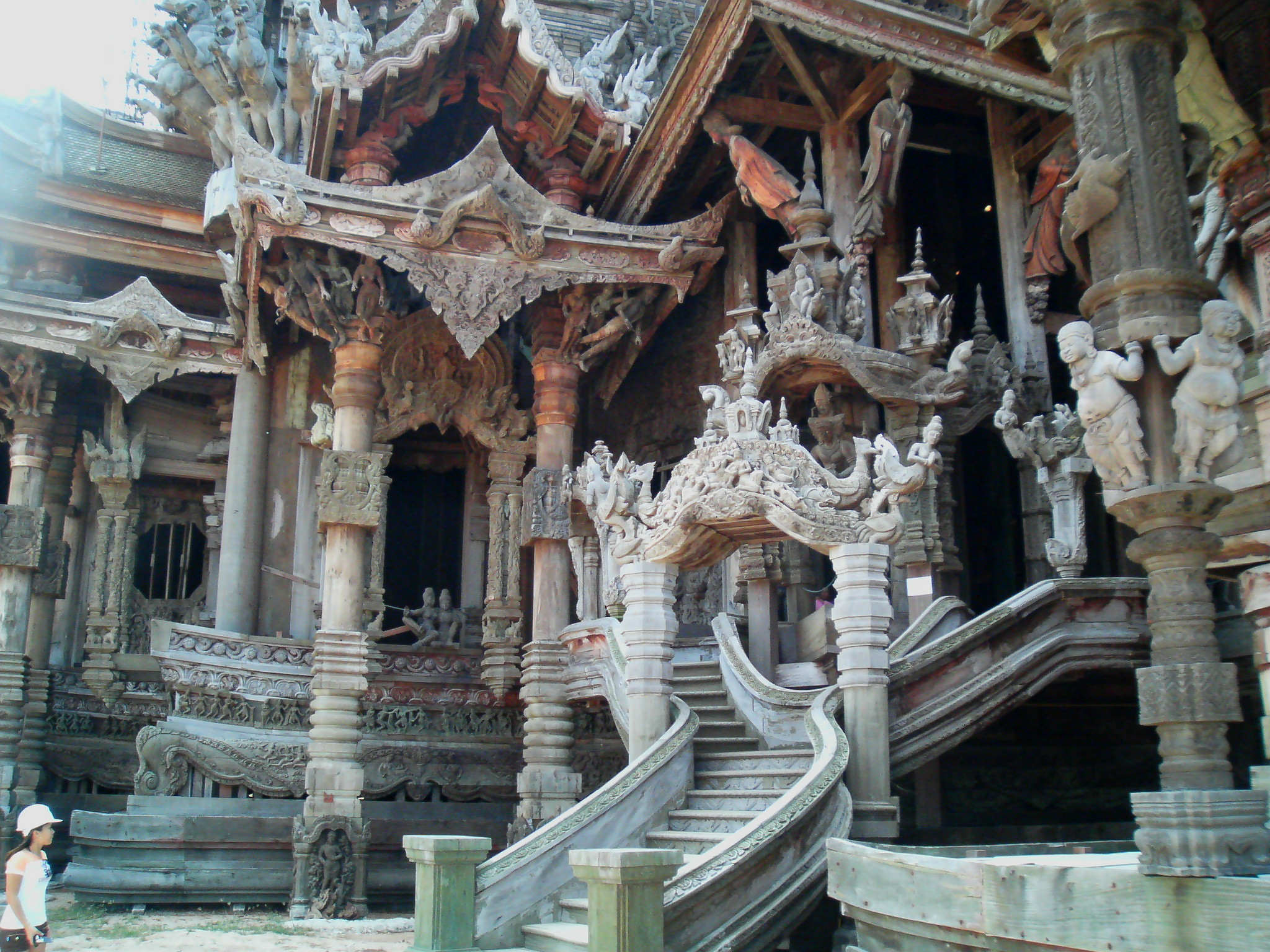
入り口

サンクチュアリー・オブ・トゥルース（英: Sanctuary of Truth'、泰: ปราสาทสัจธรรม）とは、タイ王国チョンブリー県パタヤにて建設中のヒンドゥー教と仏教の寺院、博物館である。地元ではワン・ボラン（Wang Boran）やプラサート・マイ（Prasat Mai）、プラサート・スタッサム（Prasat Sutjatham）と呼ばれることもある。

## 歴史
古典芸術、彫刻、技術保護を目的として、タイ人実業家であったレク・ビリヤファントによって設計され、1981年8月13日に建設が開始された。現在も建設中であり、少なくとも2025年までに完成することはないと予想されているが、ヘルメットを被ることで観光客も寺院内の見学をすることができる。

## 特徴
寺院はチーク材やハード材等の数種類の木材から建造されており、壁面にはそれぞれタイ、ヒンドゥー、仏教、中華、クメール伝統の装飾が混合されて施されている。
13 haの土地に位置するこの寺院は、内部面積が約2115m2であり、最も高い尖塔の高さは約105 mである。
入り口には、巨大なアイラーヴァタの彫像がある。

## 内部
寺院には、中央から伸びる4つのホールがある。
1つ目のホールはタイ湾を見下ろす位置にあり、生命の起源と宇宙を象徴としている。
2つ目のホールは太陽と月を祝福するものである。
3つ目のホールは宇宙で最も強力である親心に敬意を示すものである。
そして、4つ目のホールは人類が努力するべきである謙虚さ、犠牲、良心を促すものである。